# 水口氏
水口氏（みなくちし）は、平安時代から江戸時代にかけての武家。
地下家として近衛府の官人を務めた。

## 概要
下橋敬長の『地下官人家伝』によると、近江国甲賀郡水口の荘官出身であるという。足利義昭が興福寺から脱出した際には甲賀で合流し、その後も同行したとされる。一方、『丹波国山国荘史料』に収録された「身人部水口氏系図」によると、藤原長道の孫で根乙麿殿木の子である桑田御刀部永雄麿が丹波国桑田郡山国荘に移り住み、高野村と縄野村の境界と水流を整備したことから「水戸部」や「水口（水戸口）」と呼ばれるようになったとされる。なお、「身人部水口氏系図」に記された水口氏一族は近衛府の随身を代々勤めていたことが記されているが、水口義秀以前の『地下家伝』の系譜との整合性は取れない。また、丹波国の身人部（六人部）としては、『和名抄』に丹波国天田郡六部郷が見えるほか、飛鳥時代の木簡には「竹田（丹波国氷上郡竹田郷）五十戸、六人部乎佐加」が見えるほか、平安時代前期の大安寺の学僧である安澄は、『元亨釈書』では丹波国出身の身人部氏であるとされ、嘉元3年（1305年）の山国庄庄官連署宛行状写には「棚見杣・公文左衛門尉身人部清久」の名前が見え、明応6年（1497年）4月22日付の「庄官連署吉野名職宛行状」には水口重清が荘官として名前が見える。
『地下家伝』によると、水口氏の祖は身人部重清である。重清は貞観年間（859年〜877年）に従五位下・備前守に叙任されている。重清の子は備前守清重、清重の子は備前守則重、則重の子は但馬守宗清とされる。宗清から永正14年（1517年）2月17日に左近将監に任じられた清行までは記録が存在しない。その理由は「（宗清）従是清行迄口宣案記録等消失」とされる。また、清行から寛永3年（1626年）5月12日に従五位下に叙された清長までは数世代分の欠落が存在する。清長の子・正六位上・清定からは正確な記録が存在したと考えられ、清定-清昌-保清-清旨-元清･･･清直（清旨の子）･･･清弼（別家の清高の子）-清泰･･･成清（清弼の子）-清重-清遠･･･清好（清重の子）-清胤･･･清儀（清好の子）･･･清政（清好の子）-清輝と幕末まで続いた。
別系統の一族には以下が存在する。
- 清信[注釈 2]-重長-友英･･･清友（重長の弟）-清澄-清流-盈清･･･清美（川辺弾正の子）-清真･･･清晃（清美の子）･･･清永（新庄上総介の子）-忠清･･･清隆（清永の子）･･･清和（清隆の姪）･･･清季（清隆の甥）-清章･･･清緝（清季の子）
- 清定[注釈 3]-清之-清光-富清-尹清･･･清堅（入谷武善の子）-長清-清矩-宣清-清貫-義清
- 清之[注釈 4]-範清-慶清･･･茂清（範清の子）-清一-武清-清起･･･清郁（茂清の孫・大石信敬の子）-清生-清久
- 清定-清高-清弼[注釈 5]-清泰･･･清音（清弼の子）-清房-清揚-清之-清孝-清賛-清俊-清保
- 富清･･･快清（入谷武善の三男）-清貞-清枝-清華･･･清秋（清枝の子）-清秀

他にも、番長を務めた水口家も2家存在する。
- 武清-清曄-清體･･･清広（藤堂飛騨守子）-清誉
- 義重（備中守）-（8世不明）-義秀[注釈 6]-義和-義寧
- 清孝-賢孝-清賢

左近将監・水口清郁の次男である盛纓は田中氏を継ぎ、盛秀-盛忠と続いた。
他にも、熊本藩の侍帳によると、長束正家は水口氏の末裔であるとされる。